# Belgradul în cinci prieteni
Belgradul în cinci prieteni este un volum de poezii al poetului român Nichita Stănescu publicat în 1971. În 1970 călătorește la Belgrad, unde va scrie poeziile adunate ulterior în acest volum, Ceilalți prieteni, în afară de Nichita Stănescu, sunt: Anghel Dumbrăveanu, Petre Stoica, Adam Puslojić și Srba Ignjatović.
În 1971 apare ediția bilingvă, româno-sârbă, a acestui volum de versuri, publicat mai întâi în Iugoslavia. Versiunea română a Belgradului în cinci prieteni apare în 1972 la Editura Dacia (Cluj).
Volumul cuprinde următoarele poezii
- A cumpăra un câine
- Vitrificare (A început să se vadă prin tine)
- Frica (Eu aș putea s-o omor)
- Străfund de ochi
- Feding (Ah, cât de fericiți am fost noi doi)
- Poetul ca și soldatul
- Ritual (Plâng în fața cifrei cinci)
- Caleașca pentru fluturi
- Puțină sticlă colorată
- Pe cel mai des
- Tragere la sorți (Tragem la sorți)
- După întoarcere
- Ce fel de tren